# Circe (Elisabetta Sirani)
Circe è un dipinto della pittrice italiana Elisabetta Sirani, realizzato nel 1664 circa.

## Storia
Nel 2001 fu attribuito a Elisabetta Sirani da Adelina Modesti, poi esposto in una mostra a Bologna del 2004 e studiato in una scheda dell'esposizione Le Signore dell’Arte. Storie di donne tra ‘500 e ‘600 (2021).

## Descrizione
La giovane maga è ritratta a mezza figura e in primo piano, come dinanzi a un proscenio a sottolineare la sua rilevanza nella padronanza del soprannaturale. Indossa un raffinato copricapo dalla conformazione orientale e una lussuosa veste di broccato con un drappeggio di velluto che le avvolge le spalle. Con la mano destra impugna una bacchetta e con la sinistra tiene saldamente un libro degli incantesimi.
Sebbene l'artista scrisse nel 1657, in Nota delle pitture fatte da me Elisabetta Sirani, di "una Circe" in coppia con "un Ulisse" in un insieme di "mezze figure", l'opera è da attribuire agli ultimi anni di attività dell'artista e quindi al suo stile più maturo.  In particolare gli accentuati chiaroscuri hanno contribuito a datare l'opera intorno al 1664.
Per Adelina Modesti, Elisabetta Sirani rimandava attraverso le sue opere alla tradizione delle donne bolognesi istruite e anche alla sua stessa cultura. Tale dipinto va perciò interpretato, secondo Irene Graziani, come la rappresentazione di una saggezza remota propria delle donne, in questo caso attraverso Circe che si appresta a mettere in pratica le sue competenze.